# Rhaptapagis cantacuzenei
Rhaptapagis cantacuzenei är en nässeldjursart som beskrevs av Bouillon och Deroux 1967. Rhaptapagis cantacuzenei ingår i släktet Rhaptapagis och familjen Microhydrulidae. Inga underarter finns listade i Catalogue of Life.